# Pajanelia longifolia
Pajanelia es un género monotípico de pequeños árboles perteneciente a la familia de las bignoniáceas. Su única especie: Pajanelia longifolia, es originaria de la India.

## Taxonomía
Pajanelia longifolia fue descrita por (Willd.) K.Schum.  y publicado en Nat. Pflanzenfam. (Engler & Prantl) iv. 3b (1895) 244.
Sinonimia
- Bignonia indica Lour.
- Bignonia longifolia Willd.
- Bignonia macrostachya Wall. ex G.Don
- Bignonia multijuga Wall.
- Bignonia pajanelia Buch.-Ham.
- Pajanelia multijuga (Wall.) DC.
- Pajanelia rheedii Wight[3]